# توکی ماسافوسا
توکِی ماسافوسا (به ژاپنی: 土岐政房 Toki Masafusa); ۱ ژانویهٔ ۱۴۶۷ – ۱۲ ژوئیهٔ ۱۵۱۹) سامورایی، شوگوی (فرماندار) ولایت مینو در ژاپن بود. وی پسر ارشد توکی شیگه‌یوری و پدر توکی یوریتاکه، توکی یوری‌آکی و توکی هارویوری بود.